# تلفیق دینی
تلفیق دینی (انگلیسی: Religious syncretism) آمیختن نظام‌های اعتقادی دینی در یک نظام جدید یا ادغام سایر باورها در یک سنت دینی است.
تلفیق دینی می‌تواند به دلایل زیادی رخ دهد، جایی که سنت‌های مذهبی در مجاورت یکدیگر وجود دارند، یا زمانی که یک فرهنگ تسخیر می‌شود و فاتحان اعتقادات مذهبی خود را با خود می‌آورند، اما در ریشه کن کردن باورها و اعمال قدیمی موفق نمی‌شوند، مانند حمله اعراب مسلمان به ایران، که علیرغم تغییر آیین اکثریت مردم به زور شمشیر ، موفق به از بین بردن سنت های ایرانی مانند نوروز، شب چله، چهارشنبه سوری و... نشدند، یا استقرار پادشاهی صفوی توسط شاه اسماعیل اول و جانشینانش که منجر به اقدامات سودمندی چون تشکیل اولین حکومت کاملا مستقل ایرانی ، یکپارچه سازی مرزهای کشور ، تشکیل ارتش قوی و تجهیز آن به سلاح‌های نوینی، چون توپوتفنگ و یکپارچه سازی مذهب شیعه در اکثر نقاط کشور شد، اما به تقلید از مسیحیان ، باورهای غلطی چون قمه زنی،زنجیر زنی،علم،علامت گردانیو... را به عزاداری محرم افزودند که در فرهنگ ایرانی جایی نداشتند.
بسیاری از ادیان دارای عناصر ترکیبی اند، اما پیروانشان،  نسبت به استفاده از این برچسب ناخوشنودند، به ویژه کسانی که پیرو ادیان «وحیانی» ، مانند دین‌های ابراهیمی یا هر سیستمی با رویکرد انحصارگرایی که تلفیق‌گرایی را فاسد کننده دین اصلی می‌دانند. از سوی دیگر، نظام‌های اعتقادی غیر انحصاری‌گرا احساس آزادی بیشتری می‌کنند تا سنت‌های دیگر را در سنت‌های خود بگنجانند.
موردی از تلفیق دینی:  برای مثال، گنوسیسم (یک نظام دوگانه مذهبی که عناصری از ادیان اسرارآمیز شرقی،ایرانی، یهودیت، مسیحیت و مفاهیم فلسفی مذهبی یونانی را در خود جای داده‌است) به ویژه در دوره هلنیستی (حدود ۳۰۰ قبل از میلاد - حدود ۳۰۰ م) رواج داشت. آمیختگی فرهنگ‌ها که با کشور گشایی‌های اسکندر مقدونی (قرن چهارم پیش از میلاد) و جانشینانش و امپراتوری روم انجام شد، تمایل به گرد هم آوردن انواع دیدگاه‌ های مذهبی و فلسفی را ایجاد کرد، که در نتیجه منجر به گرایش شدید به تلفیق‌گرایی مذهبی شد. مسیحیت‌ ارتدکس، اگرچه تحت تأثیر ادیان دیگر بود، اما عموماً به این جنبش‌های ترکیبی نگاه منفی داشت. نمونه‌هایی از تلفیق دینی در مشرق زمین، دین‌هایی هستند مانند آیین مانوی، مذهبی دوگانه گرا که توسط مانی پیامبر ایرانی قرن سوم که عناصر مسیحیت، زرتشتی و بودایی را در هم آمیخت یا آیین سیک سیکیسم، مذهبی که توسط گورو نانک اصلاح‌طلب هندی قرن ۱۵ تا ۱۶ تأسیس شد و عناصر اسلام و هندوئیسم را ترکیب کرد.